# The Welsh Connection
The Welsh Connection è un album dei Man, pubblicato dalla MCA Records nel marzo del 1976. Il disco fu registrato tra il dicembre 1975 ed il febbraio 1976 all'Olympic Studios di Barnes, Londra, Inghilterra.

## Tracce
Lato A
1. Ride and the View – 4:52 (Deke Leonard)
2. Out of Your Head – 3:53 (Deke Leonard)
3. Love Can Find a Way – 5:06 (John McKenzie)
4. The Welsh Connection – 7:11 (Micky Jones, Phil Ryan)

Lato B
1. Something Is Happening – 6:09 (Phil Ryan)
2. Car Toon – 5:53 (Deke Leonard, Phil Ryan)
3. Born with a Future – 6:49 (Deke Leonard, Micky Jones, Phil Ryan)

Edizione CD del 1997, pubblicato dalla Eagle Records EAMCD063
1. The Ride and the View – 4:52 (Deke Leonard) – Album originale
2. Out of Your Head – 3:53 (Deke Leonard) – Album originale
3. Love Can Find a Way – 5:06 (John McKenzie) – Album originale
4. The Welsh Connection – 7:11 (Micky Jones, Phil Ryan) – Album originale
5. Something Is Happenning – 6:09 (Phil Ryan) – Album originale
6. Car Toon – 5:53 (Deke Leonard, Phil Ryan) – Album originale
7. Born with a Future – 6:49 (Deke Leonard, Micky Jones, Ryan) – Album originale
8. (I'm a) Love Taker – 2:45 (Deke Leonard) – Bonus Track - B-Side to the Out of Your Head Single

## Musicisti
- Micky Jones - chitarra, voce
- Deke Leonard - chitarra, voce
- Phil Ryan - tastiera, voce
- John McKenzie - basso, voce
- Terry Williams - batteria, voce